# 唇间沟
唇间沟（英語：interlabial sulci），是一个无毛的沟状组织，位于大阴唇和小阴唇之间，大阴唇与阴阜、会阴相连，其间并无界限。有时候会出现炎症。